# Hocazade Esad Efendi
Hocazade Esad Efendi (in turco ottomano: خواجه زادہ اسد افندی; Costantinopoli, 14 giugno 1570 – Costantinopoli, 22 maggio 1625) fu Şeyhülislam (Ministro delle questioni islamiche) dell'Impero ottomano dal 1615 al 1622 e di nuovo nel 1623 fino alla sua morte nel 1625.

## Biografia
Hocazade Esad Efendi nacque a Istanbul il 14 giugno 1570. Era il secondo figlio di Hoca Sadeddin Efendi. Aveva quattro fratelli, Mehmed Efendi (morto nel 1615), Mesud Efendi (morto nel 1597), Abdülaziz Efendi (morto nel 1618), Salih Efendi. Fu educato dal padre e dal famoso studioso Molla Tevfik Gialni.
Inizialmente frequentò il luogo come apprendista ufficiale (Mulāzīm), poi, nel 1588, assunse il grado di haseki e divenne la guardia del corpo personale del Sultano. Nel 1590 fu designato alla Scuola Süleymaniye e nel luglio 1593 al Darulhadise (ufficio informazioni).
In seguito, divenne il kadi (giudice islamico) di Edirne al tempo della campagna di Eğri nel 1596.
In breve tempo, grazie all'influenza del padre nel Palazzo, fu promosso al grado di Kazasker (giudice militare capo). Dopo che il padre divenne Şeyhülislam, divenne kadi di Istanbul.
Il gran visir Yemişçi Hasan Pascià era un alleato di Esad Efendi e di suo fratello maggiore Mehmed. Tuttavia, nel gennaio 1603 fu destituito dalla carica in seguito alle Rivolte Celali.
Il 2 luglio 1615 sostituì il fratello maggiore Mehmed Efendi dopo la sua morte e divenne Şeyhülislam, ministro delle questioni islamiche. Il 21 maggio 1622 si dimise dalla carica. Tuttavia, il 4 ottobre 1623, fu riconfermato nella carica fino alla sua morte nel 1625.

## Famiglia
Esad Efendi era sposato con la figlia del Şeyhülislam Bostanzâde Mehmed Efendi (morto nel 1598), che era stato Gran Mufti sotto il sultano Murad III e suo figlio Mehmed III. Da lei ebbe tre figli, Ebusaid Mehmed Efendi (1593 - 1662), che fu anche lui Şeyhülislam, Arif Mehmed Efendi (morto nel 1622) ed Ebusud Efendi (morto nel 1682), e una figlia di nome Akile Hatun, che fu per un breve periodo la seconda moglie legale del sultano Osman II, da marzo 1622 alla morte di lui nel maggio dello stesso anno. Nel 1627, Akile si risposò col poeta Ganizade Nadiri Efendi.

## Morte
Esad Efendi morì il 22 maggio 1625 e fu sepolto accanto al padre nel cimitero di Eyüp, a Istanbul.

## Cultura popolare
Nella serie TV storica turca Il secolo magnifico: Kösem Esad Efendi è interpretato dall'attore turco Halil Kumova.